# Zdravljica
Zdravljica  je poznata poema Franca Prešerna, napisana 1844. godine i od 1989. godine je njena najpoznatija sedma kitica proglašena slovenskom državnom himnom. Stanko Premrl je napisao skladbu. Inače, cijela poema je napisana u stilu carmina figurata i smatra se anakreontskom pjesmom  Na hrvatski jezik prijevod je načinio Gustav Krklec, a na srpski i crnogorski Trifun Đukić, Milan Rakočević i D. Maksimović.

## Dvije inačice Prešernove poeme
| Zdravica (u inačici od 1844. godine) | Zdravljica (u inačici od 1846. godine) |
| Spet terte so rodile, prijatl’i vince nam sladkó, ki nam oživlja žile, serce razjásni in oko. Ki vtopi vse skerbi, veselo upanje budi.                  | Prijatl’i! Obrodile so trte vince nam sladkó, ki nam oživlja žile, srce razjásni in oko, ki vtopi vse skrbi, v potrtih prsih up budi!                     |
| Komú pervo zdravico napili bomo krog in krog? Slovencov porodnico, deželo našo živi Bog. Brate vse, kar nas je sinov slovenske matere!                  | Komú najprej veselo zdravico, bratje č’mo zapét’! Bog našo nam deželo, Bog živi ves slovenski svet, brate vse, kar nas je sinov sloveče matere!           |
| V sovražnike ’z oblakov rodu naj na’šga treši gróm! Prost, ko je bil očakov naprej naj bo Slovencov dom! Naj zdrobé njih roké verige vse, ki jim težé!  | V sovražnike ’z oblakov rodú naj naš’ga trešči gróm; prost, ko je bil očakov, naprej naj bo Slovencov dom; naj zdrobé njih roké si spone, ki jih še težé! |
| Edinost, sreča, sprava, k njim naj nazaj se vernejo! Otrók kar ima slava vsi naj si v róke sežejo, de oblast spet in čast, ko ble ste, boste naša last! | Edinost, sreča, sprava k nam naj nazaj se vrnejo; otrók, kar ima slava, si naj si v róke sežejo, da oblast in z njo čast ko préd, spet naša bosta last!   |
| Bog živi vas Slovenke, prelepe žlahtne rožice! Ni take je mladenke, ko naše je kervi dekle; ko do zdej, za naprej slovite drage vekomej!                | Bog žívi vas Slovenke, prelepe, žlahtne rožice; ni take je mladenke, ko naše je krvi dekle; naj sinóv zarod nov iz vas bo strah sovražnikov!              |
| Ljubezni sladke spone naj vežejo vas na naš rod, v njim sklepajte zakone de nikdar več naprej od tod. Hčer, sinov zarod nov ne bo pajdaš sovražnikov!   | [nap. Ova kitica nedostaje u inačici iz 1846. godine] |
| Mladen’či! Zdaj se pije zdravica vaša, vi naš up! Ljubezni domačije, noben naj vam ne osmerti strup! Ker po nas bode vas jo serčno varvat’ klical čas.  | Mladen’či, zdaj se pije zdravica vaša, vi naš up; ljubezni domačije noben naj vam ne usmŕti strup; ker zdaj vas kakor nas, jo sŕčno bránit kliče čas!     |
| Živé naj vsi naródi, ki dan dočakat hrepené, da koder sonce hodi ne bo pod njim sužne glave! Kup’ca ta njim velja naj Bog jim dobre sreče da!           | Živé naj vsi naródi, ki hrepené dočakat dan, da, koder solnce hodi, prepir iz svéta bo pregnan, ko rojak prost bo vsak, ne vrag, le sosed bo mejak!       |
| Visoko zdaj prijatl’i, kozarce zase vzdignimo! Saj smo se vsi pobratli, saj eno misel mislimo; Bog naj te, Bog naj me, naj nas živi tovar’še vse!       | Nazadnje še, prijatl’i, kozarce zase vzdignimo, ki smo zato se zbratli, ker dobro v srcu mislimo; dókaj dni naj živí vsak, kar nas dobrih je ljudi!       |

## Tekst državne himne
| »               | Žive naj vsi narodi, ki hrepene dočakat' dan, da koder sonce hodi, prepir iz sveta bo pregnan, da rojak prost bo vsak, ne vrag, le sosed bo mejak! | « |
| France Prešeren | |   |